# Franz Fux (Landrat)
Franz Fux (* 28. April 1882 in Burglengenfeld; † 8. Juli 1967) war ein deutscher Landrat.

## Leben
Nach dem Abitur am Röntgen-Gymnasium Würzburg studierte Franz Fux Rechtswissenschaften an der Julius-Maximilians-Universität Würzburg, wo er Mitglied der katholischen Studentenverbindung KStV Walhalla Würzburg war. Nach der ersten juristischen Staatsprüfung und dem dreijährigen Vorbereitungsdienst legte er 1906 das Große juristische Staatsexamen ab und promovierte am 15. Mai 1911 bei Robert Piloty mit der Dissertation „Das Recht der Staatsaufsicht über die öffentlichen Stiftungen nach bayerischem Staatsrecht.“ zum Dr. jur.
Nach seiner Beschäftigung als Amtsanwalt bei der Polizeidirektion München kam er in die Kommunalverwaltung und wurde Bezirksassessor in Obernburg. Als Freiwilliger nahm er am Ersten Weltkrieg teil und wurde 1920 Regierungsrat im Bayerischen Staatsministerium für Familie, Arbeit und Soziales. Fux war Mitglied der Bayerischen Volkspartei. 1926 kehrte er in die Kommunalverwaltung zurück und wurde Bezirksamtsvorstand in Bad Kissingen und Garmisch-Partenkirchen. Am 16. Februar 1935 wurde er zum Bezirksamtsvorstand (ab 1939) des Bezirksamts Nördlingen (ab 1939 Landkreis Nördlingen) ernannt und blieb dort bis zum 24. August 1939, als er in den Wartestand versetzt wurde. Zum 1. Mai 1937 war er der NSDAP beigetreten (Mitgliedsnummer 5.135.015). Seinen Kriegsdienst leistete er beim Wehrmeldeamt Garmisch. Über seine weiteren Tätigkeiten gibt die Quellenlage keine Aufschlüsse.